# 第29回アカデミー賞外国語映画賞出品作一覧
1956年にアメリカ合衆国の映画芸術科学アカデミー（AMPAS）は、同年より設置された外国語映画賞向けにその年最高の映画を出品するよう各国に求めた。前年までのアカデミー賞では外国語映画のための賞は常設されておらず、受賞がある場合は候補は無く受賞作が授賞式で発表されるのみであった。
1回目となる今回は西ヨーロッパと東アジアの計8カ国から応募され、そのうち5作品がノミネートに至った。
1957年3月27日に第29回アカデミー賞の授賞式で結果が発表され、イタリア映画の『道』が初の受賞作となった。

## 出品作
| 出品国       | 日本語題     | 出品題                   | 原題                       | 原語           | 監督                    | 結果             |
| ------------ | ------------ | ------------------------ | -------------------------- | -------------- | ----------------------- | ---------------- |
| デンマーク   |              | Qivitoq                  | Qivitoq                    | デンマーク語   | エリック・ボーリング    | ノミネート       |
| フランス     | 居酒屋       | Gervaise                 | Gervaise                   | フランス語     | ルネ・クレマン          | ノミネート       |
| 西ドイツ     |              | The Captain of Köpenick  | Der Hauptmann von Köpenick | ドイツ語       | ヘルムート・コイトナー  | ノミネート       |
| イタリア     | 道           | La Strada                | La strada                  | イタリア語     | フェデリコ・フェリーニ  | 外国語映画賞受賞 |
| 日本         | ビルマの竪琴 | The Burmese Harp         | ビルマの竪琴               | 日本語         | 市川崑                  | ノミネート       |
| フィリピン   |              | Anak dalita              | Anak dalita                | タガログ語     | ランベルト・V・アベラナ | 落選             |
| スペイン     | 鮮血の午後   | Afternoon of the Bulls   | Tarde de toros             | スペイン語     | ラディスラオ・バホダ    | 落選             |
| スウェーデン |              | The Staffan Stolle Story | Ratataa                    | スウェーデン語 | ハッセ・エクマン        | 落選             |